# Khất Phục Sí Bàn
Khất Phục Sí Bàn (giản thể: 乞伏炽磐; phồn thể: 乞伏熾磐; bính âm: Qǐfú Chìpán) (?-428), gọi theo thụy hiệu là (Tây) Tần Văn Chiêu Vương ((西)秦文昭王), là vị vua thứ 3 nước Tây Tần thời Ngũ Hồ thập lục quốc trong lịch sử Trung Quốc.
Dưới thời ông trị vì, nước Tây Tần đã lên đến đỉnh cao sau khi ông tiêu diệt và thôn tính được lãnh thổ nước Nam Lương kình địch vào năm 414, song Tây Tần sau đó đã suy yếu dần sau các cuộc tấn công của Hạ và Bắc Lương. Khi ông qua đời năm 428, Tây Tần đang ở trong tình thế khó khăn và đến năm 431, Tây Tần đã bị Hách Liên Định của nước Hạ tiêu diệt, vua Khất Phục Mộ Mạt bị bắt và sau đó bị giết chết.

## Trước khi làm vua

### Thời kỳ trị vì lần đầu của Khất Phục Càn Quy
Sử sách không rõ về thời điểm Khất Phục Sí Bàn được sinh ra hay danh tính mẫu thân của ông. Tuy nhiên, có khả năng là ông được sinh ra trước khi bá phụ Khất Phục Quốc Nhân lập nước Tây Tần vào năm 383. Năm 388, sau khi Khất Phục Quốc Nhân chết, Khất Phục Càn Quy lên kế vị.
Mô tả đầu tiên về Khất Phục Sí Bàn là vào năm 393, tức lúc Khất Phục Càn Quy lập Khất Phục Sí Bàn làm thái tử. Thời điểm này, ông đã được mô tả là một người dũng cảm và thông minh, và có tài năng hơn cả phụ thân. Khất Phục Sí Bàn nhanh chóng trở thành một viên quan chủ chốt trong chính quyền của phụ thân.

### Thần dân của Nam Lương và Hậu Tần
Năm 400, Khất Phục Càn Quy đại bại dưới tay hoàng đế Diêu Hưng của Hậu Tần, và hầu hết nước Tây Tần đã rơi vào tay Hậu Tần. Khất Phục Càn Quy kết luận rằng mình không thể duy trì đất nước được nữa và bảo các quan lại đầu hàng Hậu Tần còn bản thân thì đến đầu hàng vua Thốc Phát Lợi Lộc Cô của Nam Lương, được vị vua này chào đón như một khách quý. Em trai của Thốc Phát Lợi Lộc Cô là Thốc Phát Câu Diên (禿髮俱延) nghi ngờ về ý định của Khất Phục Càn Quy và đề nghị anh trai mình trục xuất cựu vương nước Tây Tần đến bộ lạc Ất Phất (乙弗) (có khả năng ở phía tây hồ Thanh Hải) song Thốc Phát Lợi Lộc Cô đã không đồng ý. Tuy nhiên, do lo ngại rằng Khất Phục Càn Quy có thể muốn phục quốc, Thốc Phát Lợi Lộc Cô đã cho binh lính canh trừng Khất Phục Càn Quy. Khất Phục Càn Quy do lo sợ sẽ bị giết nên đã giành lại lòng tin của vua nước Nam Lương bằng cách gửi Khất Phục Sí Bàn, các anh em trai và mẹ của họ đến kinh thành Tây Bình của Nam Lương để làm con tim. Tuy nhiên, bản thân Khất Phục Càn Quy đã chạy trốn khi việc canh giữ được nới lỏng, ông ta chạy đến to Phu Hãn (枹罕, nay thuộc Lâm Hạ, Cam Túc) và đầu hàng Hậu Tần.
Có thể vào khoảng thời gian này, Khất Phục Sí Bàn đã kết hôn với con gái của Thốc Phát Nục Đàn (em trai của Thốc Phát Lợi Lộc Cô). Trong lúc Khất Phục Sí Bàn chạy trốn đến Hậu Tần để gặp phụ thân, đã bị quân Nam Lương bắt được, Thốc Phát Nục Đàn đã nài nỉ Thốc Phát Lợi Lộc Cô tha mạng cho ông và người này cuối cùng đã chấp thuận. Sau khi Thốc Pháp Lợi Lộc Cô qua đời năm 402 và Thốc Phát Nục Đàn lên kế vị, Khất Phục Sí Bàn đã đào thoát thành công và đến được chỗ Khất Phục Càn Quy, người lúc này đang là một trọng tướng của Hậu Tấn. Thốc Phát Nục Đàn đã cho đưa vợ và các con trai của ông đến chỗ ông. Khất Phục Càn Quy khi đó được giao trấn thủ kinh thành cũ Uyển Xuyên (苑川, nay thuộc Bạch Ngân, Cam Túc) của mình và đã cử Khất Phục Sí Bàn đến kinh thành Trường An của Hậu Tần để yết kiến hoàng đế Diêu Hưng, và Diêu Hưng đã phong ông làm thái thú một quận.
Năm 407, lo ngại trước việc Khất Phục Càn Quy trở nên mạnh hơn và ngày càng khó kiểm soát, Diêu Hưng đã giữ Khất Phục Càn Quy lại khi ông ta đến viếng thăm Trường An, và Khất Phục Sí Bàn được trao cho chức vụ của phụ thân. Cũng trong năm đó, khi Thốc Phát Nục Đàn tính đến việc từ bỏ vị thế là chư hầu của Hậu Tần, ông ta đã cử một người đưa tin đến chỗ Khất Phục Sí Bàn để thúc giục ông cùng tham gia nổi loạn. Khất Phục Sí Bàn đã cho chém đầu người đưa tin của Thốc Phát Nục Đàn và đem đầu của họ đến Trường An.
Năm 408, tin rằng Hậu Tần đã suy yếu hơn, ông cho xây một thành tại Khương Láng sơn (嵻崀山, nay thuộc Lan Châu, Cam Túc) để phòng thủ chống lại cả các kẻ thù của Hậu Tần và khả năng bị Hậu Tần tấn công. Năm 409, ông chiếm Phu Hãn từ tay tướng Hậu Tần nổi loạn là Bành Hề Niệm (彭奚念) và bí mật cử người đưa tin đến thông báo cho Khất Phục Càn Quy biết. Khất Phục Càn Quy lúc đó đang phụng sự cho Diêu Hưng tại Bình Lương (平涼, nay thuộc Bình Lương, Cam Túc), đã trốn thoát rồi chạy đến Uyển Xuyên để hội quân cùng con trai. Ngay sau đó, Khất Phục Càn Quy cho dời căn cứ đến Độ Kiên sơn (度堅山, nay thuộc Bạch Ngân, Cam Túc) song lại để Khất Phục Sí Bàn trấn thủ Phu Hãn. Trong năm, Khất Phục Càn Quy tái tuyên bố độc lập và xưng tước hiệu Tần vương, ông ta một lần nữa lập Khất Phục Sí Bàn làm thái tử.

### Thời kỳ trị vì lần hai của Khất Phục Càn Quy
Khất Phục Sí Bàn trở thành người mà phụ thân ông dựa vào trong hầu hết các vấn đề quân sự. Ông ta lệnh cho học giả Tiêu Di (焦遺) làm thầy của Khất Phục Sí Bàn, và bảo Khất Phục Sí Bàn phải đối xử với Tiêu như cha và Khất Phục Sí Bàn đã làm theo.
Năm 411, Khất Phục Càn Quy sau một số chiến dịch chống lại Hậu Tần, đã lại chấp thuận khuất phục trở thành chư hầu trên danh nghĩa, Diêu Hưng lập ông ta làm Hà Nam vương và lập Khất Phục Sí Bàn làm Bình Xương công. Sau đó cùng năm, Khất Phục Càn Quy cử Khất Phục Sí Bàn cùng Khất Phục Thẩm Kiền (乞伏審虔) đi đánh Nam Lương, và họ đã đại thắng trước thái tử của Thốc Phát Nục Đàn là Thốc Phát Hổ Đài (禿髮虎台), bắt được trên 100.000 con gia súc.
Vào mùa xuân năm 412, Khất Phục Càn Quy dời đô đến Đàm Giao (譚郊, nay thuộc Lâm Hạ, Cam Túc), và để Khất Phục Si Bàn trấn thủ Uyển Xuyên. Vào mùa hè năm 412, khi đang ở Đàm Giao, Khất Phục Càn Quy bị ám sát bởi con trai của Khất Phục Quốc Nhân là Khất Phục Công Phủ (乞伏公府), người này cũng giết chết trên 10 người con trai khác của Khất Phục Càn Quy. Khất Phục Công Phủ sau đó lập thế phòng thủ ở Đại Hạ (大夏, nay cũng thuộc Lâm Hạ). Khất Phục Sí Bàn đã cử hai em trai là Khất Phục Trí Đạt (乞伏智達) và Khất Phục Mộc Dịch Can (乞伏木奕干) đi đánh Khất Phục Công Phủ, trong khi đó dời đô về Phu Hãn. Khất Phục Trí Đạt đã đánh bại Khất Phục Công Phủ rồi giết chết người này cùng với các con trai và em trai là Khất Phục A Sài (乞伏阿柴). Khất Phục Sí Bàn lên ngôi và xưng là Hà Nam vương.

## Làm vua

### Thời kỳ đầu
Vào đầu thời kỳ trị vì, Khất Phục Sí Bàn tiếp tục mở mang bờ cõi của Tây Tần bắt cách chiếm đất của Thổ Dục Hồn, Nam Lương và Hậu Tần, và ông còn buộc các tộc trưởng không nằm dưới quyền cai trị của cha ông phải chịu khuất phục.
Năm 414, khi nhận được tin rằng Thốc Phát Nục Đàn đang phải đánh các cuộc nổi loạn của hai bộ lạc Thóa Khiết Hãn (唾契汗) và Ất Phất (乙弗), và để Thốc Phát Hổ Đài trấn giữ kinh thành Lạc Đô (樂都, nay thuộc Hải Đông, Thanh Hải) của Nam Lương, Khất Phục Sí Bàn vì thế đã quyết định tấn công bất ngờ vào Lạc Đô. Ông đã nhanh chóng tiến đến Lạc Đô và vây thành. Ngay sau đó, Lạc Đô thất thủ và ông đưa Thốc Phát Hổ Đài cùng các thuộc cấp đến Phu Hãn, trong khi cử binh lính đến đối mặt với Thốc Phát Nục Đàn. Quân của Thốc Phát Nục Đàn hay tin Lạc Đô thất thủ thì đã tan vỡ và Thốc Phát Nục Đàn đã đầu hàng, Nam Lương bị diệt vong và toàn bộ lãnh thổ nước này rơi vào tay Khất Phục Sí Bàn. Khất Phục Sí Bàn chào đón Thốc Phát Nục Đàn như một người khách quý và phong tước công cho cựu vương Nam Lương, và lập con gái của Thốc Phát nục Đàn làm vương hậu. Tuy nhiên, đến năm 415 Khất Phục Sí Bàn đã hạ độc giết chết Thốc Phát Nục Đàn.
Sau khi thôn tính được Nam Lương, đến năm 414 Khất Phục Sí Bàn xưng làm Tần vương. Ông cũng cho mở lại các cuộc tấn công vào Hậu Tần. Tuy nhiên, lúc này không còn Nam Lương là vùng đệm, ông đã lâm vào một cuộc chiến tranh kéo dài liên miên với vua Thư Cừ Mông Tốn của Bắc Lương. Năm 416, ông thiết lập hòa bình với Thư Cừ Mông Tốn. Trong khi đó, năm 416, Hậu Tần bị Đông Tấn tấn công dưới sự chỉ huy của tướng Lưu Dụ, Khất Phục Sí Bàn đã gửi tin cho Lưu Dụ để xin làm chư hầu, và Lưu Dụ đã ban cho ông tước hiệu Hà Nam công. Năm 417, Lưu Dụ diệt được Hậu Tần song ông ta lại không tiến quân về phía tây để đánh Tây Tần. Tây Tần nhân lúc chiến tranh đã chiếm được một số thành của Hậu Tần ở gần biên giới. Tuy nhiên, đến năm 418, Đông Tấn đã để mất vùng Quan Trung về tay hoàng đế Hách Liên Bột Bột của nước Hạ, và Hạ sau chiến thắng này đã trở thành một mối đe dọa lớn đối với Tây Tần.

### Thời kỳ sau
Năm 420, Khất Phục Sí Bàn lập con trai là Khất Phục Mộ Mạt làm thái tử. Cùng năm, Khất Phục Sí Bàn cũng được Lưu Dụ bổ nhiệm làm một tướng quân trên danh nghĩa (Lưu Dụ lúc này đã chiếm lấy ngai vàng của nhà Tấn và lập nên nước Lưu Tống).
Năm 421, tình trạng hòa bình với Bắc Lương đã chấm dứt, có lẽ là do Bắc Lương đã tiêu diệt Tây Lương vào năm 420 và nay đã có thể tập trung đối phó với người láng giềng ở phía nam là Tây Tần. Các trận chiến giữa hai nước thường bất phân thắng bại, song việc chiến tranh tiếp diễn đã khiến cho Tây Tần suy yếu.
Năm 423, Khất Phục Sí Bàn tuyên bố với các triều thần của mình rằng ông tin tưởng Bắc Ngụy là nước được thần thánh ủng hộ và hoàng đế của nước này có tài năng, vì vậy ông sẽ trở thành một chư hầu của Bắc Ngụy. Khất Phục Sí Bàn sau đó cử một sứ giả đến Bắc Ngụy, đề xuất việc chinh phạt nước Hạ. Năm 426, ông lại yêu cầu Bắc Ngụy tấn công Hạ. Có khá ít tư liệu về xung đột giữa Tây Tần và Hạ trong giai đoạn này, song những lời kêu gọi của Khất Phục Sí Bàn có thể cho thấy rằng Tây Tần bị thất thế trước Hạ.
Đến năm 426, Khất Phục Sí Bàn đã phải hứng chịu một thất bại lớn và nó có thể đã làm suy yếu đất nước của ông. Ông đã tiến công Bắc Lương khi vua Thư Cừ Mông Tốn của nước này đang thuyết phục hoàng đế Hách Liên Xương của Hạ tấn công Phu Hãn. Hách Liên Xương, phản ứng lại bằng cách cử tướng Hô Lô Cổ (呼盧古) đi đánh Uyển Xuyên và Vi Phạt (韋伐) đi đánh Nam An (南安, nay thuộc Định Tây, Cam Túc), và trong khi Tây Tần vẫn giữ được Uyển Xuyên thì Nam An lại thất thủ. Đến mùa đông năm 426, quân Hạ do Hô Lô Cổ và Vi Phạt chỉ huy đã tấn công Phu Hãn, buộc Khất Phục Sí Bàn phải dời đô đến Định Liên (定連, cũng thuộc Lâm Hạ ngày nay), Hồ Lô Cổ và Vi Phạt sau đó đã chiếm được thành Tây Bình (西平, nay thuộc Tây Ninh, Thanh Hải) của Tây Tần, và trong khi họ rút lui, Tây Tần đã bị giáng một đòn lớn.
Năm 427, Khất Phục Sí Bàn lại dời đô về Phu Hãn, và hay tin Bắc Ngụy đã chiếm được kinh thành Thống Vạn (統萬, nay thuộc Du Lâm, Thiểm Tây) của nước Hạ và buộc Hách Liên Xương phải chạy đến Thượng Khuê (上邽, nay thuộc Thiên Thủy, Cam Túc). Khất Phục Sí Bàn đã cử thúc phụ Khất Phục Ác Đầu (乞伏握頭) đi triều cống Bắc Ngụy. Tuy nhiên, tại thời điểm này, Tây Tần vẫn bị Bắc Lương và Cừu Trì tấn công liên tục.
Vào mùa hè năm 428, Khất Phục Sí Bàn qua đời. Trước đó ông đã bảo Khất Phục Mộ Mạt hãy cố thiết lập hòa bình với Bắc Lương bằng cách trao trả quân sư Thư Cừ Thành Đô (沮渠成都, bị bắt năm 422). Khất Phục Mộ Mạt lên kế vị ông.